# Reino da Suécia (conceito histórico)
Reino da Suécia ou Svenska väldet é um termo historicamente usado para se referir a todos os territórios sob o controle dos monarcas da Suécia.

## Terras da Suécia
O núcleo do reino sueco consiste na unificação das antigas terras da Gotalândia e Svealândia nos séculos XI e XII. À medida que o reino se expandia para o leste, a atual Finlândia, e para o norte estas terras se lhe incorporaram no século XIV. No século XVII ele se expande para o sul, agregando a Escânia (Skåneland) e alguns outros territórios.

## Províncias da Suécia
As quatro terras suecas foram por sua vez divididas em províncias separadas ou Landskap, com leis próprias e sob jurisdição de um ting. Os monarcas gradualmente fortaleceram sua autoridade a expensas das províncias e no século XV as leis provinciais foram substituídas por um único ordenamento para todo o reino.

## Condados da Suécia
Estabeleceram-se em 1634 condados para substituir as províncias e introduzir uma administração moderna. A mudança mais significativa no sistema de condados se deu quando a Suécia foi forçada a ceder os condados finlandeses à Rússia em 1809. Mesmo assim, a reforma dos condados sobreviveu na Finlândia até 1997 e ainda vigora na Suécia.

## Domínios da Suécia
As províncias e condados representam territórios completamente integrados no Reino sueco. Além desses, houve também domínios sob governo sueco, algumas vezes durante séculos, que por variadas razões não foram totalmente absorvidas.

## Possessões da Suécia
A Coroa sueca também exercia controle sobre vários territórios por períodos mais curtos de tempo. Aqui se incluem feudos por tempo limitado, colônias e territórios conquistados sob governo sueco.

## Uniões da Suécia
A Suécia esteve, por razões políticas e dinásticas, unida com outros reinos e principados, na forma de uniões pessoais.
Veja também: História da Suécia, Lista de monarcas da Suécia